# Pidhaiciîkî, Colomeea
Pidhaiciîkî (în ucraineană Підгайчики) este o comună în raionul Colomeea, regiunea Ivano-Frankivsk, Ucraina, formată numai din satul de reședință.

## Demografie
Componența lingvistică a comunei Pidhaiciîkî
     Ucraineană (99,59%)
     Alte limbi (0,38%)
Conform recensământului din 2001, majoritatea populației comunei Pidhaiciîkî era vorbitoare de ucraineană (99,59%), existând în minoritate și vorbitori de alte limbi.